# Galaxy Entertainment Group
Galaxy Entertainment Group (GEG) — инвестиционная холдинговая компания, управляющая через своё дочернее общество Galaxy Casino S.A. несколькими отелями и казино по договору концессии с правительством в Макао. GEG внесена в листинг Гонконгской фондовой биржи — ей присвоен код 00027.

## История
В феврале 2002 года компания Galaxy Casino S.A. выиграла правительственный тендер по предоставлению услуг, связанных с азартными играми. Ранее в Макао существовала государственная монополия на игорный бизнес и все казино контролировались правительством.
В июле 2004 года Galaxy Entertainment Group открыла первое казино Waldo, вошедшее в группу City Glub. Через год, в июле 2005, GEG вошла в список компаний Гонконгской фондовой биржи, выпустив собственные акции.
Еще три казино — Rio, President и Grand Waldo, дополнившие группу City Glub, были открыты в 2006 году. В октябре 2006 года GEG представила публике развлекательный комплекс Star World на 500 номеров.
15 мая 2011 года состоялась презентация курортного комплекса Galaxy Macau, который стал первым проектом для туристов с полным комплексом услуг «все включено».
Владелец Galaxy Entertainment Group Люй Чжэву, контролировавший около 20 % игорного рынка Макао, благодаря тому, что его акции подорожали в 2013 году на 129 %, увеличил своё состояние на $14,2 млрд (больше всех в Азии).

## Сферы деятельности
Основными сферами деятельности Galaxy Entertainment и её дочерних компаний являются управление казино, гостиницами, а также предоставление сопутствующих услуг в Макао. Также GEG занимается производством и продажей  строительных материалов в Гонконге, Макао и на территории материкового Китая.

## Активы
Компании принадлежат следующие казино и отели на территории Макао:
- Развлекательный комплекс Galaxy Starworld, включающий пятизвездочный отель и игорное заведение.
- Курортный комплекс Galaxy Macau.
- Четыре казино CityClub, расположенных в одноименных отелях на Котай Стрип, среди которых: игорный дом Waldo, казино Rio, игорное заведение President, казино Grand Waldo.